# Damiano di Gerusalemme
Damiano (in greco Δαμιανός; Marathokampos, 10 luglio 1848 – 14 agosto 1931) è stato il patriarca greco-ortodosso di Gerusalemme tra il 1897 e il 1931.

## Biografia
Figlio di Costantino ed Elisabetta, dopo aver completato gli studi alle superiori nel 1872, si unì alla Confraternita del Santo Sepolcro a Gerusalemme come monaco. Dopo l'ordinazione, prestò servizio per la prima volta nel Metochion di Gerusalemme a Taganrog, dove gli fu insegnata la lingua russa. Con il grado di archimandrita fu poi rappresentante del Patriarcato di Gerusalemme a Tbilisi e dal 1887 a Costantinopoli. Nel 1893, il patriarca Gerasimo I lo ordinò vescovo di Filadelfia e lo nominò vicario patriarcale di Betlemme. Nel 1896 rappresentò il Patriarcato di Gerusalemme all'incoronazione dello zar Nicola II a Mosca . 

Il patriarca Damiano entra in processione nella Chiesa della Resurrezione (ca. 1915).

Dopo la morte di Gerasimo, Damiano fu eletto suo successore e fu consacrato il 15 agosto 1897. I conflitti patriarcali portarono nel 1909 alla chiusura della Scuola teologica di Santa Croce e l'espulsione di due membri anziani della Confraternita del Santo Sepolcro da parte di Damiano: Melezio Metaxaki e Chrysostomos Papadopoulos. Altre due crisi avvennero nel 1920 e nel 1924. Il 9 luglio 1929 il Patriarca subì un ictus. Morì il 14 agosto 1931.